# Miss Supranational 2016
Miss Supranational 2016 – ósma gala konkursu Miss Supranational, która odbyła się 2 grudnia 2016 w Krynicy-Zdroju. Zgrupowanie przed finałem odbyło się na Słowacji. W konkursie wzięły udział kandydatki z ponad siedemdziesięciu krajów z całego świata.
Po raz pierwszy w historii konkursu, do ścisłego etapu weszło aż Top 25 najpiękniejszych kandydatek (do tej pory – Top 20). Ponadto zwyciężczyni wybrana z Top 5 kandydatek, a nie z Top 10 jak to było rok wcześniej.
Konkurs wygrała Miss Indii – Srinidhi Ramesh Shetty, tym samym po raz drugi wygrała przedstawicielka tego kraju, wcześniej miało to miejsce podczas 2014 roku, gdy wygrała go Asha Bhat.
Galę poprowadziła była Miss Nowego Jorku 2010, Amerykanka Davina Reeves-Ciara i białoruski prezenter Iwan Podriez. Transmisję przeprowadziła telewizja Polsat, a w Internecie – aplikacja Ipla.
Podczas gali konkursowej gościnnie wystąpili: zespół Pectus, wokalista Andrzej Cierniewski, oraz duet beatboxer Dharni i wokalista K-Leah. Podczas gali miał zaśpiewać również Michał Szpak, ale odwołał swój występ na dzień przed finałem, a zamiast niego wystąpiła Kasia Stankiewicz z zespołem Varius Manx.

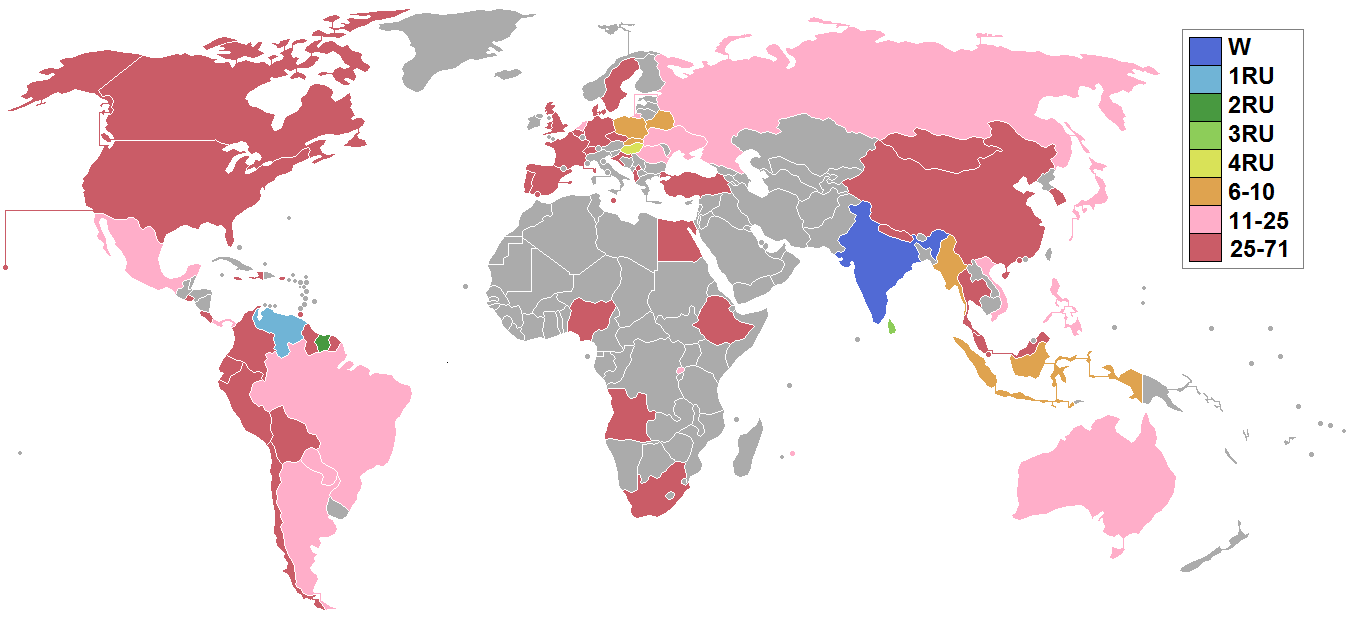
Państwa i terytoria zależne uczestniczące w Miss Supranational 2016

## Rezultat finałowy
| Rezultat                | Miss |
| ----------------------- | --- |
| Miss Supranational 2016 | - Indie – Srinidhi Ramesh Shetty |
| 1. wicemiss             | - Wenezuela – Valeria Vespoli Figuera |
| 2. wicemiss             | - Surinam – Jaleesa Pigot |
| 3. wicemiss             | - Sri Lanka – Ornella Mariam Jayasiri Gunesekere |
| 4. wicemiss             | - Węgry – Korinna Kocsis |
| Top 10                  | - Białoruś – Polina Pimahina - Indonezja – Intan Aletrino - Mjanma – Swe Zin Htet - Polska – Ewa Mielnicka - Słowacja – Lenka Tekeljakova |
| Top 25                  | - Argentyna – Wanessa Emiliana de Almeida - Australia – Silka Kurzak - Brazylia – Clóris Ioanna Jungles - Filipiny – Joanna Louise Eden - Holandia – Milenka Janssen - Japonia – Risa Nagashima - Mauritius – Ambika Geetanjalee Callychurn - Meksyk – Cynthia de la Vega - Panama – Leydis Maibeth González Rivas - Paragwaj – Viviana Florentin - Rosja – Vlada Gritsenko - Rumunia – Sînziana Sîrghi - Rwanda – Colombe Akiwacu - Ukraina – Lenna Anastasiia Samoletova - Wietnam – Dương Ngọc Khả Trang |

Po finale ujawniono szczegółowe TOP 35 konkursu:
| - 1. Indie – Srinidhi Ramesh Shetty - 2. Wenezuela – Valeria Vespoli Figuera - 3. Surinam – Jaleesa Pigot - 4. Sri Lanka – Ornella Mariam Jayasiri Gunesekere - 5. Węgry – Korinna Kocsis - 6. Białoruś – Polina Pimahina - 7. Indonezja – Intan Aletrino - 8. Polska – Ewa Mielnicka - 9. Mjanma – Swe Zin Htet - 10. Słowacja – Lenka Tekeljakova | - 11. Australia – Silka Kurzak - 12. Panama – Leydis Maibeth González Rivas - 13. Meksyk – Cynthia de la Vega - 14. Filipiny – Joanna Louise Eden - 15. Paragwaj – Viviana Florentin - 16. Mauritius – Ambika Geetanjalee Callychurn - 17. Rwanda – Colombe Akiwacu - 18. Rumunia – Sînziana Sîrghi - 19. Brazylia – Clóris Ioanna Jungles - 20. Rosja – Vlada Gritsenko | - 21. Wietnam – Dương Ngọc Khả Trang - 22. Ukraina – Lenna Anastasiia Samoletova - 23. Argentyna – Wanessa Emiliana de Almeida - 24. Holandia – Milenka Janssen - 25. Japonia – Risa Nagashima - 26. Peru – Silvana Vásquez Monier - 27. Kanada – Hanna Berkovic - 28. Tajlandia – Chatchadaporn Kimakorn - 29. Niemcy – Anja Vanessa Peter - 30. Stany Zjednoczone – Alexis Sherril | - 31. Boliwia – Yesenia Barrientos Castro - 32. Trynidad i Tobago – Lia Djemila Ross - 33. Kostaryka – Paola Chacón Costa - 34. Szwajcaria – Nadine Oberson - 35. Południowa Afryka – Talitha Bothma · Korea Południowa – Dasol Lee |

## Kontynentalne Królowe Piękności
| Kontynent | Uczestniczka                                |
| --------- | ------------------------------------------- |
| Afryka    | - Mauritius – Ambika Geetanjalee Callychurn |
| Ameryki   | - Wenezuela – Valeria Vespoli Figuera       |
| Azja      | - Indie – Srinidhi Ramesh Shetty            |
| Oceania   | - Australia – Silka Kurzak                  |
| Europa    | - Węgry – Korinna Kocsis                    |

## Nagrody specjalne
| Nagroda                    | Zwyciężczyni                              |
| -------------------------- | ----------------------------------------- |
| Najlepsze Strój Narodowy   | - Wietnam – Dương Ngọc Khả Trang          |
| Najlepsze Ciało            | - Rosja – Vlada Gritsenko                 |
| Top Model                  | - Argentyna – Wanessa Emiliana de Almeida |
| Miss Elegancji             | - Indonezja – Intan Aletrino              |
| Miss Osobowości            | - Mjanma – Swe Zin Htet                   |
| Miss Internetu (Facebook)  | - Filipiny – Joanna Louise Eden           |
| Miss Fotogeniczności       | - Surinam – Jaleesa Pigot                 |
| Najlepszy Strój Wieczorowy | - Rumunia – Sînziana Sîrghi               |

Miss Mobstar
| Rezultat     | Uczestniczka                                     |
| ------------ | ------------------------------------------------ |
| Zwyciężczyni | - Indonezja – Intan Aletrino · (awans do TOP 10) |
| 2. miejsce   | - Filipiny – Joanna Louise Eden                  |
| 3. miejsce   | - Ekwador – María Isabel Piñeyro                 |
| 4. miejsce   | - Indie – Srinidhi Ramesh Shetty                 |
| 5. miejsce   | - Sri Lanka – Ornella Mariam Jayasiri Gunesekere |
| 6. miejsce   | - Tajlandia – Chatchadaporn Kimakorn             |
| 7. miejsce   | - Niemcy – Anja Vanessa Peter                    |
| 8. miejsce   | - Australia – Silka Kurzak                       |
| 9. miejsce   | - Surinam – Jaleesa Pigot                        |
| 10. miejsce  | - Mauritius – Ambika Geetanjalee Callychurn      |

## Jurorzy
- Rafał Maślak – Mister Polski 2014
- Stephania Vásquez Stegman – Miss Supranational 2015
- Eryk Szulejewski – dyrektor impresariatu Telewizji Polsat
- Tomasz Barański – choreograf, tancerz
- Krzysztof Gojdź – lekarz i wykładowca American Academy of Aesthetic Medicine
- Piotr Walczak – Prezes Zarządu firmy Lactalis Polska
- Robert Czepiel – dyrektor generalny w firmie Jubiler Schubert
- Tomasz Szczepanik – wokalista, lider zespołu Pectus
- Asha Bhat – Miss Supranational 2014
- Jozef Oklamčák – Prezes Oklamčák Production
- Gerhard Parzutka von Lipiński – prezes zarządu Nowa Scena, prezydent wykonawczy konkursu Miss Supranational

## Lista uczestniczek
71 kandydatek konkursu piękności Miss Supranational 2016
| Państwo           | Uczestniczka                       | Wiek | Wzrost (cm) | Miejscowość            |
| ----------------- | ---------------------------------- | ---- | ----------- | ---------------------- |
| Albania           | Geljana Elmasllari                 | 18   | 177         | Pogradec               |
| Anglia            | Angelina Kali                      | 26   | 172         | Londyn                 |
| Angola            | Maria Moises                       | 23   | 172         | Verviers               |
| Argentyna         | Wanessa Emiliana de Almeida        | 21   | 181         | Buenos Aires           |
| Australia         | Silka Kurzak                       | 25   | 176         | Kaiserslautern         |
| Belgia            | Amina Sousou                       | 23   | 173         | Bruksela               |
| Białoruś          | Polina Pimahina                    | 19   | 180         | Mińsk                  |
| Boliwia           | Yesenia Barrientos Castro          | 22   | 168         | Santa Cruz             |
| Brazylia          | Clóris Ioanna Jungles              | 20   | 176         | Kurytyba               |
| Chile             | María Trinidad Rendič Munizaga     | 22   | 173         | Santiago               |
| Chiny             | Xuan Huang                         | 22   | 171         | Liaoning               |
| Chorwacja         | Petra Bojić                        | 23   | 177         | Zagrzeb                |
| Czechy            | Michaela Hávová                    | 23   | 175         | Praga                  |
| Dania             | Malene Lausten Sørensen            | 22   | 176         | Haderslev              |
| Egipt             | Manet Mahmoud                      | 24   | 175         | Kair                   |
| Ekwador           | María Isabel Piñeyro               | 21   | 172         | Guayaquil              |
| Etiopia           | Misker Mika Kassahun               | 21   | 173         | Harar                  |
| Filipiny          | Joanna Louise Eden                 | 20   | 179         | Mandaluyong            |
| Francja           | Océane Pernodet                    | 21   | 172         | Paryż                  |
| Gibraltar         | Aisha Ben Yahya                    | 24   | 168         | Gibraltar              |
| Gujana            | Jaleesa Mar-Chell Peterkin         | 27   | 180         | Georgetown             |
| Gwadelupa         | Jenifer Geran                      | 23   | 170         | Pointe-à-Pitre         |
| Haiti             | Chrystelle Jean                    | 28   | 177         | Gros-Morne             |
| Hiszpania         | Estilbe Hernández Afonso           | 23   | 180         | Santa Cruz de Tenerife |
| Holandia          | Milenka Janssen                    | 18   | 172         | Haga                   |
| Indie             | Srinidhi Ramesh Shetty             | 24   | 172         | Mumbaj                 |
| Indonezja         | Intan Aletrino                     | 23   | 175         | Venlo                  |
| Jamajka           | Olivia Dwyer                       | 25   | 182         | May Pen                |
| Japonia           | Risa Nagashima                     | 24   | 173         | Gunma                  |
| Kanada            | Hanna Berkovic                     | 18   | 178         | Kleinburg              |
| Kolumbia          | Lorena De Lima Arroyo              | 25   | 174         | Barranquilla           |
| Korea Południowa  | Dasol Lee                          | 26   | 171         | Cheongju               |
| Kostaryka         | Paola Chacón Costa                 | 25   | 175         | San José               |
| Kosowo            | Elina Berdica                      | 18   | 170         | Tirana                 |
| Makau             | Alicia Ung                         | 21   | 170         | Makau                  |
| Malezja           | Julylen Liew Gizelle               | 26   | 170         | Kota Kinabalu          |
| Malta             | Dajana Laketic                     | 25   | 170         | Sremska Mitrovica      |
| Mauritius         | Ambika Geetanjalee Callychurn      | 27   | 182         | Reduit                 |
| Meksyk            | Cynthia de la Vega                 | 24   | 180         | San Pedro Garza García |
| Mjanma            | Swe Zin Htet                       | 17   | 176         | Magwe                  |
| Mongolia          | Britta Battogtokh Buyantogtokh     | 25   | 178         | Ułan Bator             |
| Nepal             | Pooja Shrestha                     | 24   | 177         | Katmandu               |
| Niemcy            | Anja Vanessa Peter                 | 28   | 173         | Mörfelden-Walldorf     |
| Nigeria           | Adaeze Marian Obasi                | 26   | 177         | Warri                  |
| Panama            | Leydis Maibeth González Rivas      | 19   | 178         | Panama                 |
| Paragwaj          | Viviana Florentin                  | 22   | 174         | Fernando de la Mora    |
| Peru              | Silvana Vásquez Monier             | 25   | 175         | Lima                   |
| Polska            | Ewa Mielnicka                      | 24   | 180         | Ostrołęka              |
| Południowa Afryka | Talitha Bothma                     | 17   | 173         | Pretoria               |
| Portoryko         | Velmary Paola Cabassa Vélez        | 22   | 179         | San Germán             |
| Portugalia        | Linda Cardoso                      | 23   | 173         | Setúbal                |
| Rosja             | Vlada Gritsenko                    | 19   | 173         | Petersburg             |
| Rumunia           | Sînziana Sîrghi                    | 22   | 175         | Gałacz                 |
| Rwanda            | Colombe Akiwacu                    | 22   | 178         | Kigali                 |
| Salwador          | Lissveth Interiano                 | 19   | 165         | Santa Ana              |
| Singapur          | CHloe Xu                           | 25   | 170         | Singapur               |
| Słowacja          | Lenka Tekeljakova                  | 24   | 176         | Liptowski Mikułasz     |
| Sri Lanka         | Ornella Mariam Jayasiri Gunesekere | 24   | 170         | Kirulapana             |
| Stany Zjednoczone | Alexis Sherril                     | 24   | 182         | Durham                 |
| Surinam           | Jaleesa Pigot                      | 24   | 171         | Paramaribo             |
| Szkocja           | Angel Collins                      | 22   | 176         | Glasgow                |
| Szwajcaria        | Nadine Oberson                     | 28   | 172         | Fryburg                |
| Szwecja           | Moa Johandersson                   | 22   | 173         | Sztokholm              |
| Tajlandia         | Chatchadaporn Kimakorn             | 26   | 175         | Prowincja Phichit      |
| Trynidad i Tobago | Lia Djemila Ross                   | 20   | 177         | Glencoe                |
| Turcja            | Damla Figan                        | 21   | 172         | Erzincan               |
| Ukraina           | Lenna Anastasiia Samoletova        | 26   | 175         | Kijów                  |
| Walia             | Joey Staerkle                      | 20   | 171         | Berno                  |
| Wenezuela         | Valeria Alejandra Vespoli Figuera  | 22   | 175         | Maturín                |
| Węgry             | Korinna Kocsis                     | 25   | 175         | Sárvár                 |
| Wietnam           | Dương Ngọc Khả Trang               | 24   | 180         | Hanoi                  |